# Pelusios castanoides
Pelusios castanoides är en sköldpaddsart som beskrevs av  Hewitt 1931. Pelusios castanoides ingår i släktet Pelusios och familjen pelomedusasköldpaddor. IUCN kategoriserar arten globalt som livskraftig.
Arten förekommer i östra Afrika (inklusive Seychellerna) från Kenya till Sydafrika. Den lever även på Madagaskar med undantag av öns centrala och nordöstra delar.

## Underarter
Arten delas in i följande underarter:
- P. c. castanoides
- P. c. intergularis